# District de Chaoyang (Shantou)
Pour les articles homonymes, voir Chaoyang (homonymie).
Le district de Chaoyang (潮阳区 ; pinyin : Cháoyáng Qū) est une subdivision administrative de la province du Guangdong, en Chine. Il est placé sous la juridiction de la ville-préfecture de Shantou.

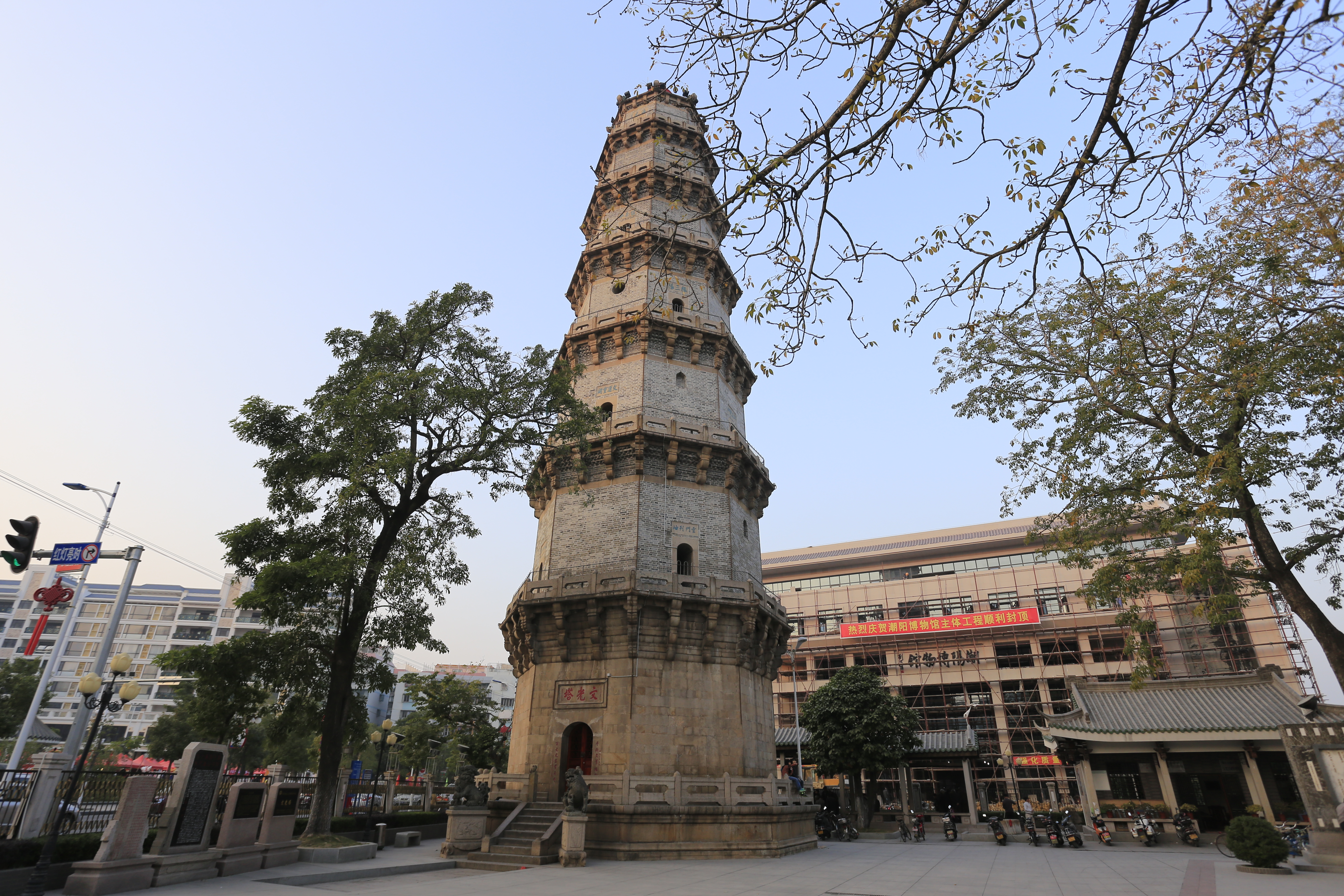
Pagode C Hao Yan Gwen Guang